# Pterolophia nigrita
Pterolophia nigrita là một loài bọ cánh cứng trong họ Cerambycidae.